# Horatio Walpole, I conte di Orford
Horatio Walpole, I conte di Orford (12 giugno 1723 – 24 febbraio 1809), è stato un politico inglese.

## Biografia
Era il figlio di Horatio Walpole, I barone Walpole, e di sua moglie, Mary Magdalen Lombard. 

## Carriera
Nel 1747 fu eletto deputato al Parlamento per King's Lynn e rimase in carica fino al 1757 quando ereditò la baronia da suo padre. Nel 1797, ereditò la baronia di Walpole (di Walpole) da suo cugino, il quarto e ultimo conte di Orford e fu lui stesso creato conte di Orford nel 1806.
Le lettere da St James's Palace da Giorgio III a Walpole, datate 30 marzo 1806, mostrano che il re diede la sua approvazione alla creazione del nuovo titolo di Walpole. Nella stessa data, il Re diede la sua approvazione scritta a Charles Pierrepont, I conte Manvers - come Walpole, un parlamentare - che aveva chiesto al Re il suo permesso di essere creato conte Manvers.

## Matrimonio
Sposò, il 12 maggio 1748, Lady Rachel Cavendish (1727-8 maggio 1805), figlia di William Cavendish, III duca di Devonshire. Ebbero tre figli:
- Horatio Walpole, II conte di Orford (24 giugno 1752-15 giugno 1822)[1];
- Lady Mary Walpole (1757-?), sposò Thomas Hussey, ebbero due figli;
- George Walpole (20 giugno 1758-1835)[1].

Nel 1758 fu il padrino dell'ammiraglio Horatio Nelson, che prese il nome da lui.